# Dicranomyia (Dicranomyia) sulphuralis sulphuralis
Dicranomyia (Dicranomyia) sulphuralis sulphuralis is een ondersoort van de tweevleugelige Dicranomyia (Dicranomyia) sulphuralis uit de familie steltmuggen (Limoniidae). De ondersoort komt voor in het Australaziatisch gebied.